# Långshyttan
Långshyttan ist ein Ort (tätort) in der schwedischen Provinz Dalarnas län und der historischen Provinz Dalarna. Er liegt in der Gemeinde Hedemora und liegt etwa zwanzig Kilometer nördlich vom Hauptort Hedemora entfernt. Der Ort besitzt eine eigene Kirche, das Kirchspiel (Socken) gehört allerdings nach Husby. Die älteste urkundliche Erwähnung stammt von 1427. Schon damals gab es im Ort Eisenverarbeitung.
Der Ort liegt am Länsväg 270, so dass die beiden, etwa dreißig Kilometer westlich gelegenen Städte Borlänge und Falun schnell erreicht werden können. Die schmalspurige Bahnstrecke Byvalla–Långshyttan wurde 1965 stillgelegt.

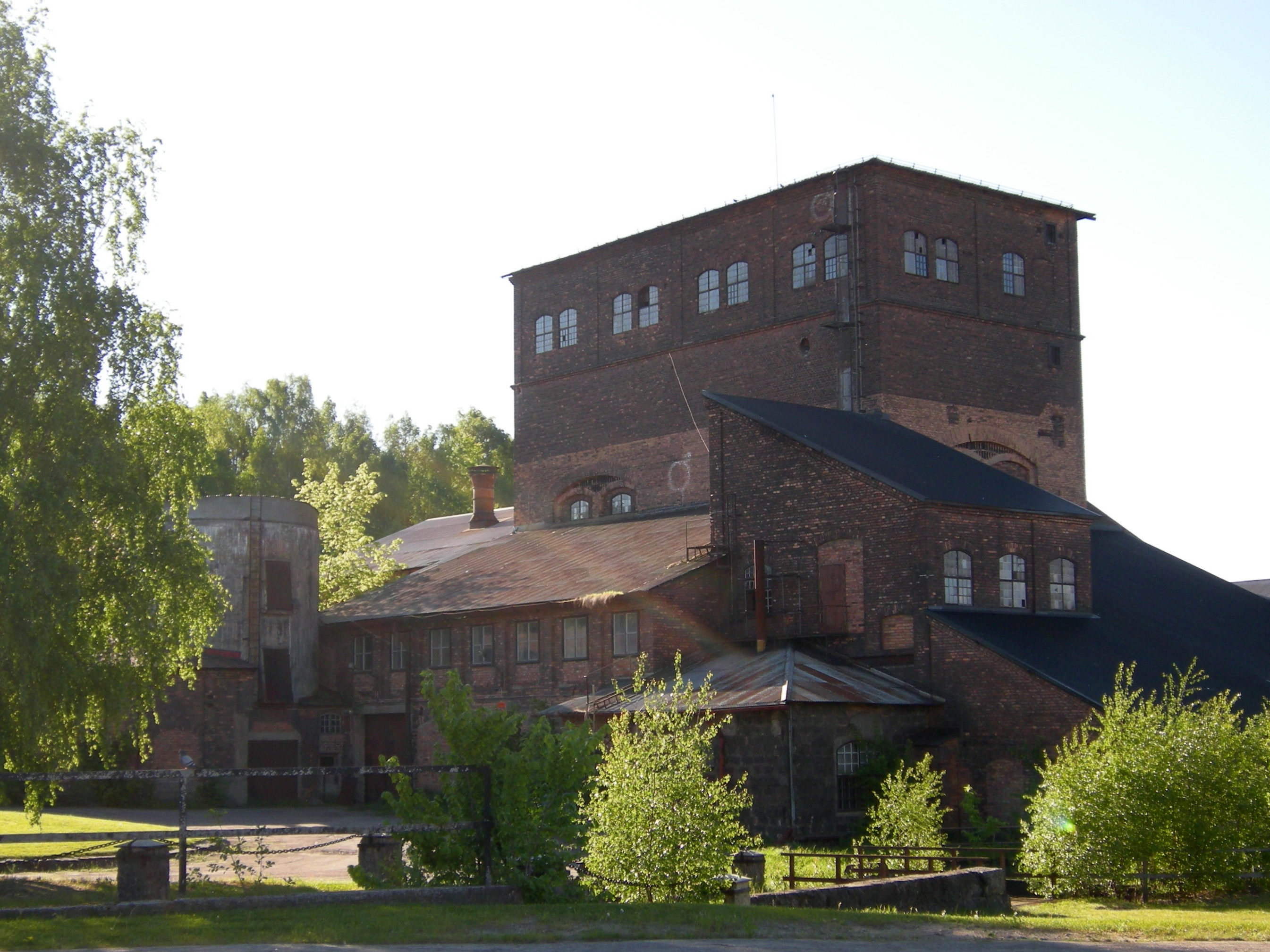
Altes Bergwerk
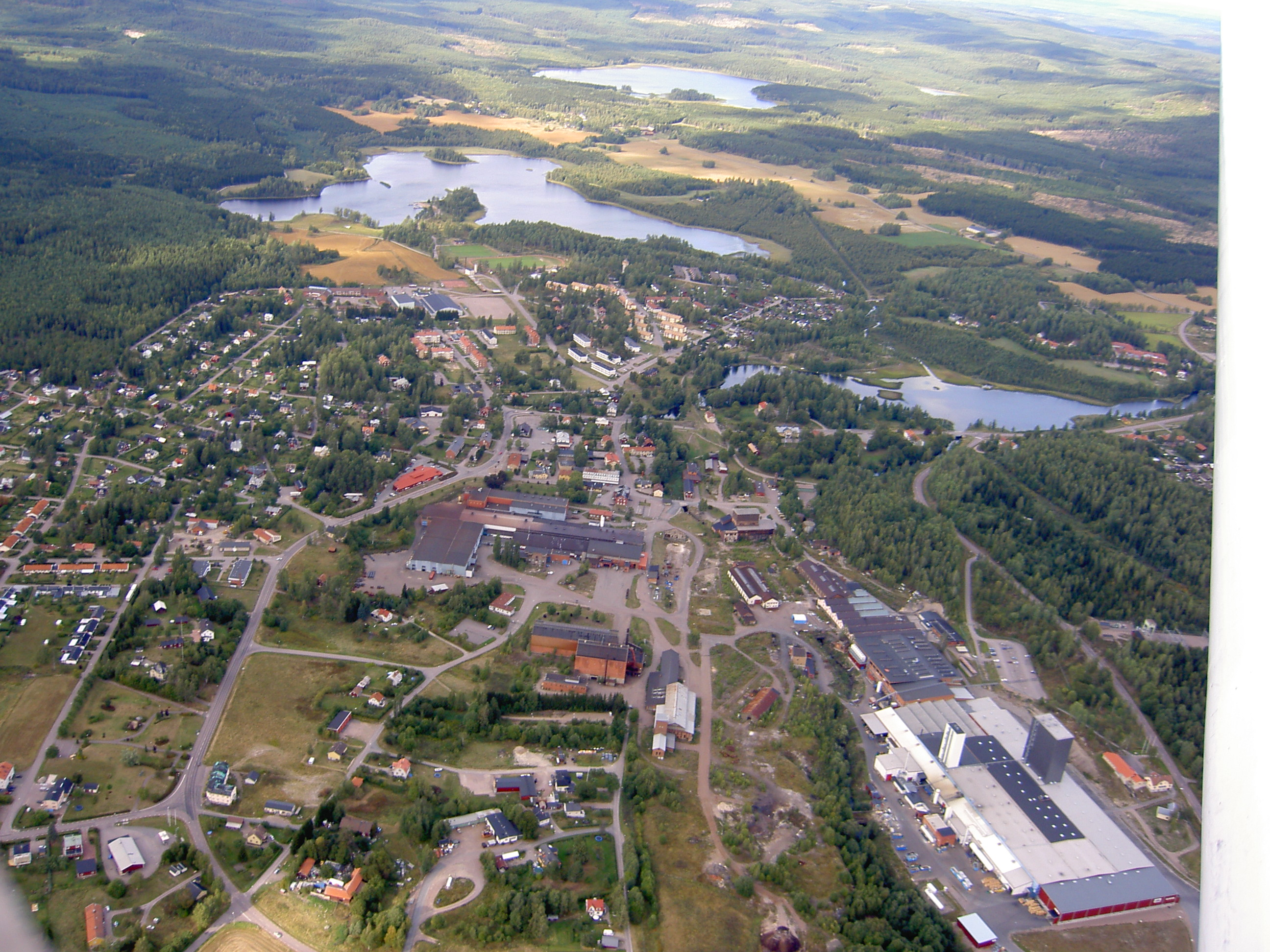
Luftbild
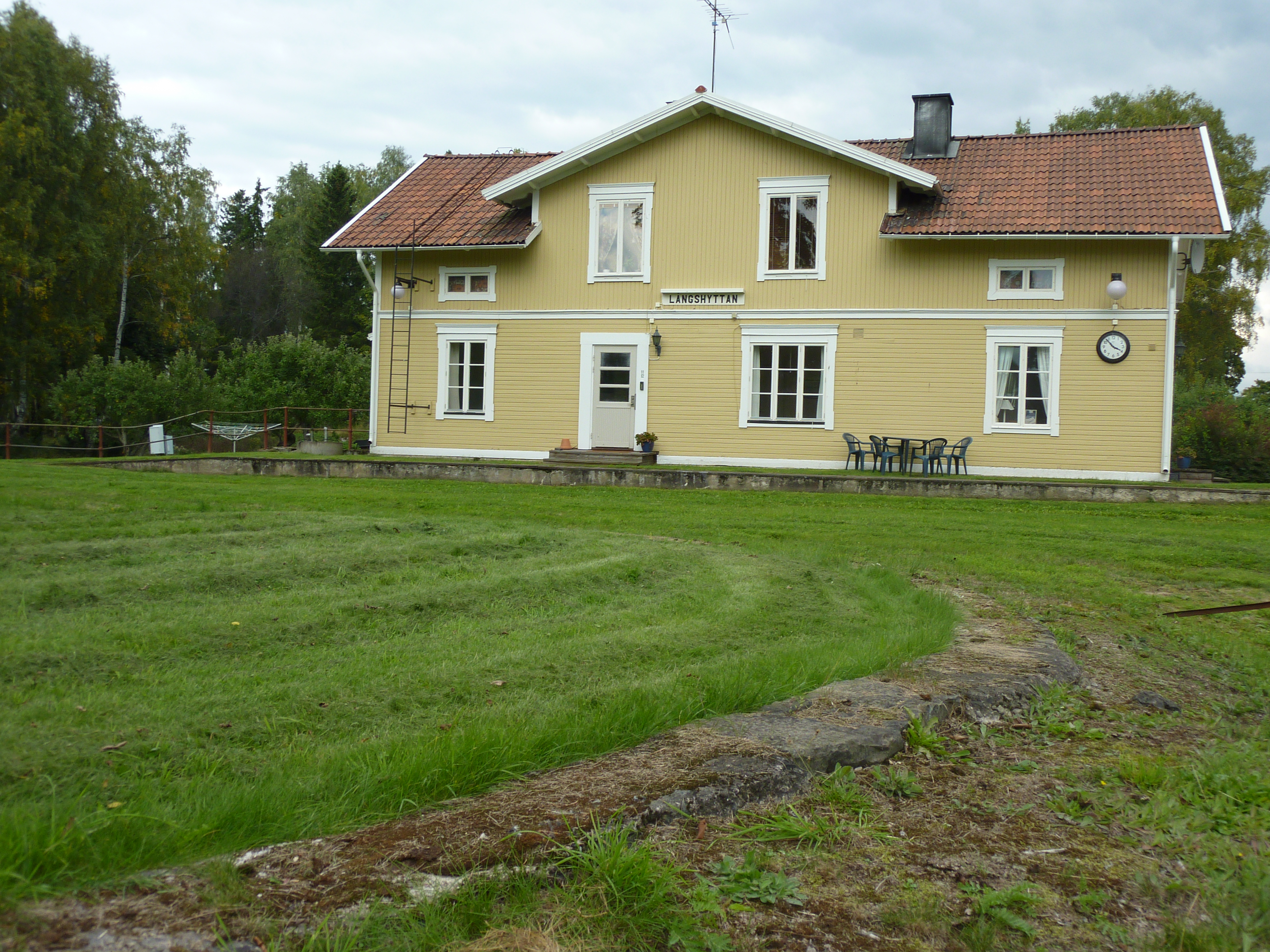
Ehemaliger Bahnhof

## Persönlichkeiten
- Lars Arnö (1926–2019), Journalist und Diplomat